# Deutsche Schule Thessaloniki
Die Deutsche Schule Thessaloniki (DST) ist eine offiziell anerkannte deutsche Auslandsschule in Pylea, einem Vorort von Thessaloniki im Norden von Griechenland. Sie ist eine integrierte Begegnungsschule, die von der Zentralstelle für das Auslandsschulwesen durch vermittelte Lehrer und finanzielle Mittel unterstützt wird. Sie ist eine Privatschule in der Trägerschaft des Deutschen Schulverein Thessalonikis und es wird Schulgeld erhoben.
Die Schule hat das Zertifikat Exzellente Deutsche Auslandsschule im Jahr 2011 erstmals erhalten und im Jahr 2019 erneuert.

## Geschichte
Die Schule hat als deutsche Auslandsschule eine über 130-jährige Tradition – der Unterricht begann am 13. Februar 1888. Seitdem ist sie Bestandteil der Auswärtigen Kultur- und Bildungspolitik Deutschlands. 1996 wurde ein von der Bundesrepublik Deutschland finanziertes neues Schulgebäude mit weitläufigen Außen- und Sportanlagen in Pylea, nahe der Autobahn zum Flughafen Makedonia, eröffnet.

## Die Ehemaligen
1959 wurde der Ehemaligenverein der DST (SAGES) gegründet. Die Mehrheit der Absolventen haben in Deutschland studiert und sie tragen damit wesentlich dazu bei, das Band zwischen den beiden Ländern zu stärken. Einer der bekanntesten Absolventen der Schule ist der ehemalige Präsident des Europäischen Verfassungsgerichtshofes, Vasilios Skouris.

## Leitbild
Als integrierte Begegnungsschule verfolgt die Schule das Ziel, die Schüler durch sehr guten Unterricht, durch eine an Offenheit, Toleranz und Leistung orientierten Ausbildung sowie durch gezielte individuelle und soziale Förderung zu einem optimalen Schulabschluss zu führen. Dabei ist die Begegnung zwischen den beiden Kulturen, ihren Lebenskonzepten und Traditionen sowie zwischen den Menschen in ihren Gesellschaften Ausgangspunkt und Basis aller Arbeit.

## Struktur
Die Schule umfasst den Kindergarten, die Grundschule sowie Sekundarstufe I und Sekundarstufe II. Unterrichtet wird nach dem Lehrplan des Landes Baden-Württemberg.
Die Schule ändert ihre Struktur von einer Abteilungsschule mit einer deutschen und einer griechischen Abteilung zu einer vollintegrierten Begegnungsschule, in der alle gemeinsam lernen und einen gemeinsamen Schulabschluss, das Deutsche Internationale Abitur (DIA) erwerben.